# Lauri Ylönen
Lauri Johannes Ylönen, född 23 april 1979 i Helsingfors, är en finländsk sångare och låtskrivare i rockgruppen The Rasmus. Under sin tidiga karriär i The Rasmus var Ylönen influerad av funk- och raprock, varefter han i början av 2000-talet övergick till en melodisk rockstil utan rapsång och började skriva låttexter av mer personlig och dramatisk karaktär. Som frontfigur i The Rasmus nådde Ylönen internationella framgångar under 2003 och 2004 med gruppens genombrottsalbum Dead Letters. 2011 släppte han sitt första soloalbum, New World, vars sound är mer elektroniskt influerat.
Tillsammans med The Rasmus gitarrist Pauli Rantasalmi och två andra vänner startade Ylönen 2005 det lokala skivbolaget och inspelningsstudion Dynasty Helsinki. Han är även känd för sin visuella stil med kråkfjädrar i håret samt för att ha gästsjungit med Apocalyptica på låtarna "Bittersweet" och "Life Burns!".

## Biografi

### Barndom
Ylönen föddes den 23 april 1979 i Helsingfors i stadsdelen Skomakarböle där han sedan kom att växa upp. Hans mamma jobbade på ett daghem och hans pappa med invandrare. När han fyllde fem år ville hans föräldrar att han skulle börja ta pianolektioner. Detta intresserade dock inte honom något vidare alls, så han hoppade av efter ca fem lektioner. Han såg när de andra gick på judoträningar medan han spelade piano, vilket han tyckte var pinsamt. Några år senare började han med skateboarding. Han och några vänner byggde ramper där de åkte på fritiden. Detta ledde även till att spreja graffiti och en gång blev han tagen av polisen.
I tredje klass träffade Ylönen Eero Heinonen, de var sedan bästa kompisar under skolåren. 1991 började de två kompisarna på högstadiet i Suutarila högstadieskola. Där träffade Ylönen och Heinonen Pauli Rantasalmi och Janne Heiskanen. De var alla intresserade av rockmusik, och de bestämde sig för att spela tillsammans på fritiden. Detta skedde först i Rantasalmis källare. År 1992, när Ylönen hade fyllt 13, började han lite smått att spela akustisk gitarr. Trots rådet han hade fått av sin gamla skola, ägnade gitarrläraren hälften av sin tid på att lära Ylönen att spela låtar av Led Zeppelin och andra rockklassiker. Snart blev han även intresserad av andra band som Skid Row och Guns N' Roses. De började nu spela en del covers av Metallica.
Hans storasyster Hanna Ylönen ville att han skulle satsa på att sjunga. Han var först osäker, men bestämde sig för att prova. Resultatet blev bra så han fortsatte, med tanke på att "bandet" var i behov av en sångare om det skulle bli något av det. Detta ledde till att han slutade med graffiti, han träffade nya vänner samtidigt som han blev av med några och bandets första trappsteg var nått.
Under slutet av 1993 och början på 1994 hade det unga bandet kommit en bit på väg. Alla visste nu vilka instrument de var bra på, men en sak kvarstod - ett namn. Från början hade de själva kallat sig för "Sputnik". När de sedan började spela in demos ändrades namnet snabbt till "Anttila". Heiskanen kom under mitten av 1994 på namnet "Rasmus", som de sedan dess har hållit sig till. Namnet har inget att göra med det svenska pojknamnet Rasmus, utan det var ett alternativt uttal av de engelska orden "trash" (som i "skräpig") och "mosh" (från ordet moshpit). Säger man orden snabbt tillsammans låter det som Rasmus, förklarade bandet.

### The Rasmus bildas
I december 1994 hade Rasmus officiellt bildats av Lauri Ylönen (sång), Eero Heinonen (bas), Pauli Rantasalmi (gitarr) och Janne Heiskanen (trummor). Deras första spelning blev på julavslutningen i skolan 1994. Efter det gick allt framåt. Redan nästa år kom deras tur då de stötte på sin blivande manager och producent Teja Kotilainen, som såg dem uppträda på Oranssi Club och ville att de skulle spela in några låtar. De skrev ett kontrakt för Teja G. Records och i slutet av december 1995 släppte de sin allra första EP-skiva 1st. Warner Music Finland visade då intresse och skrev kontrakt med dem 1996. Vid det här laget hade Ylönen hoppat av skolan för att kunna ägna mer tid åt musiken.
1996 släpptes deras första studioalbum Peep som följdes med Playboys året efter. Båda albumen sålde guld i Finland. 1998 släpptes deras tredje album Hellofatester, vilket inte sålde lika bra som de två tidigare.

### Dynasty

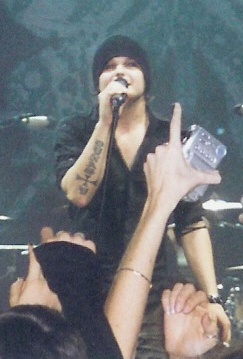
Ylönen på scen i Milano 2005.

Huvudartiklar: Dynasty och Dynasty Recordings
1999 grundade Ylönen föreningen Dynasty tillsammans med medlemmarna från The Rasmus och banden Killer och Kwan. Föreningen symboliserade bland annat vänskap mellan de tre banden och dess medlemmar. Många medlemmar, därbland Ylönen och Rantasalmi, tatuerade Dynasty-loggan på sina armar eller hade loggan på gitarrer m.m.
De tre banden har ofta jobbat tillsammans inom musiken. Hakala har till exempel spelat trummor i både Killer och Kwan. Han har även medverkat i Kwans video för låten "Padom". Ylönen och Rantasalmi har delvis varit managers åt Killer. The Rasmus är det mest välkända bandet i Dynasty-föreningen.
Föreningen lades ner kort efter att Killer splittrades under 2003. I stället fortsatte föreningen som ett skivbolag i Helsingfors, vid namn Dynasty Recordings. Skivbolaget grundades i oktober 2005 av Ylönen, Rantasalmi, Antti Eräkangas och Antti Eriksson. Några artister har ansökt om kontrakt, bland annat von Hertzen Brothers och Happiness.

### Första internationella framgång
När The Rasmus fjärde studioalbum Into släpptes 2001 hade bandet fått en ny trummis, Aki Hakala. Deras tidigare trummis Janne Heiskanen hoppade av bandet kort efter att Hellofatester hade givits ut. Hakala som tidigare hade sålt t-shirts vid bandets spelningar ville gärna bli en av bandet. Efter att ha jamat med Rantasalmi gav de honom en plats i bandet. Hakala och Ylönen kom att bli nära vänner.
De började nu spela på konserter även utanför Finlands gränser. De fick bland annat vara förband åt HIM, Roxette och lite senare även Red Hot Chili Peppers.
2003 var troligtvis det mest framgångsrika året någonsin för de fyra medlemmarna. Dead Letters hade sålts i 1 600 000 exemplar , "In the Shadows" blev en stor hit och de gjorde sin första världsturné Dead Letters Tour.

### Soloprojekt med Apocalyptica
2004 bestämde sig Ylönen för att prova någonting utanför bandet. Han skrev därför en låt tillsammans med den cellobaserade heavy metal-gruppen Apocalyptica där också HIMs sångare Ville Valo medverkade. Låten var "Bittersweet" och man gav även ut den som singel och musikvideo. Nästa år gjorde han ännu ett artistsamarbete med Apocalyptica, dock utan Ville Valo. Låten hette "Life Burns!" och blev också singel och musikvideo.

### Duett med Annete Olzon
I samband med The Rasmus samlingsalbum Best of 2001–2009 gav man ut en singel i form av duetten "October & April", gästad av Nightwish-sångerskan Anette Olzon. Ylönen beskriver låten som en "mördarballad" och texten till låten skrevs redan för åtta år sedan.
Låten hade från början planerats att hamna på The Rasmus sjunde album Black Roses. Dock rapporterade finska The Voice den 3 augusti 2008 att låten inte kommer att hamna på albumet på grund av att bandet själva anser att den inte passar tillsammans med de övriga låtarna på albumet.

### BlackoutSoundtrack och Belle Who
Under den senare delen av 2008 komponerade Lauri Ylönen soundtrackalbumet till den finska filmen Blackout. Albumet gavs ut genom Dynasty Recordings den 17 december. I samband med soundtrack-albumet debuterade även en ny artist till skivbolaget, nämligen Belle Who med låten "Tide". Belle Who har planerat att snart ge ut sitt debutalbum som Ylönen varit med och skrivit och producerat.

### Första soloalbumet
Den 15 november 2010 tillkännagavs det att Ylönen skulle ge ut ett soloalbum i mars 2011. Den 8 februari 2011 lanserades Ylönens officiella webbplats för soloprojektet där man bland annat avslöjade titeln på albumet, New World, med utgivning den 30 mars 2011. Första singeln från albumet, "Heavy", släpptes som digital nedladdning den 25 februari. Videon till låten regisserades av Owe Lingvall (som också ansvarade för videorna till The Rasmus "Justify" och "October & April") och spelades in under ett tredagarspass i december 2010.
Ylönen gav följande kommentarer om soloalbumet:
| ” | Jag ville testa lite nya idéer som inte varit möjliga att frambringa med The Rasmus. De här låtarna som var opassande för bandet ville jag inte begrava bland demomapparna så jag bestämde mig för att ge ut dem på ett soloalbum. Det har varit suveränt att göra musik spontant och utan någon disciplin. | „ |

## Privatliv

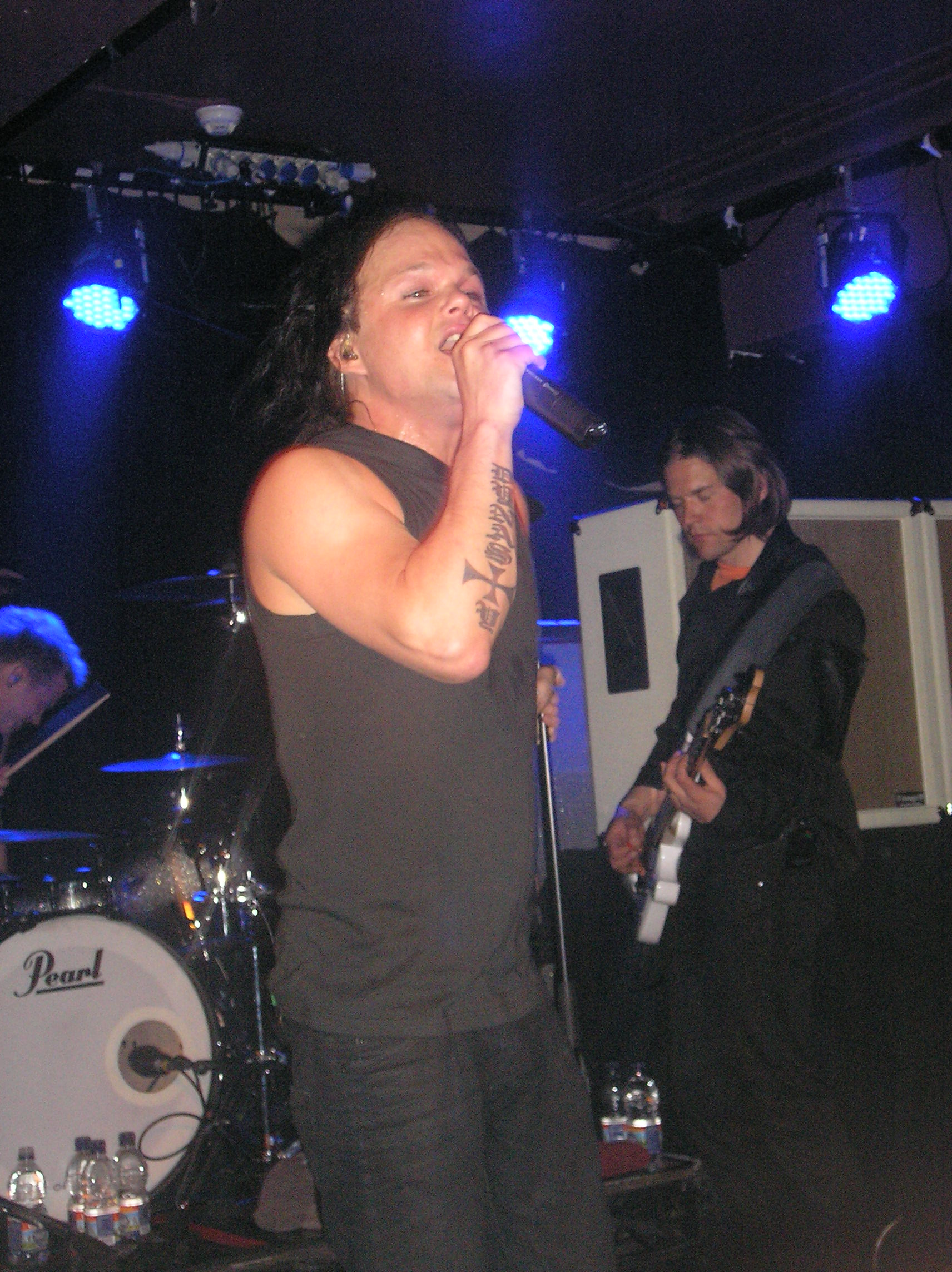
Ylönen med The Rasmus i Manchester 2009.

Ylönen bor i Los Angeles. Han Gifte sig 2014 med Paula Vesala som har varit sångare i poprock-bandet PMMP. De skilde sig hösten 2016, paret hann vara tillsammans i 12år. De har tillsammans sonen Julius Kristian Ylönen som föddes 2008. På Finlands självständighetsdag den 6 december 2009 blev Lauri och Paula inbjudna till presidentens slott.
I februari 2017 deltog Lauri i Emmagalan tillsammans med sin nya flickvän, modellen Katriina Mikkola.

## Roll som låtskrivare
Ylönen har alltid skrivit texterna till The Rasmus låtar, med endast en ytterst liten medverkan från resten av medlemmarna, till störst del Pauli Rantasalmi. Bara på bandets senaste album Black Roses har Desmond Child och Rantasalmi varit delaktiga i låtskrivandet. Dock hjälper hela bandet till med musiken, därför står alltid hela bandet som kompositörer till låtarna. "Det är en personlig sak för mig och jag skriver alla texter seriöst", har Ylönen sagt i en intervju. Texterna är alltid personliga och speglar något som verkligen har hänt eller som kan hända. Därför har han alltid med sig en liten bok vart han än går, där han skriver upp anteckningar som kan komma till användning när låten ska pusslas ihop.

## Influenser
Bland artister som inspirerat Ylönen har han ofta nämnt heavy metal-bandet Metallica och den isländska sångerskan Björk Guðmundsdóttir. Han har också refererat till både 80-talsrock och 90-talsrock (främst grunge) i allmänhet samt alternativ rock som Red Hot Chili Peppers och Muse. Dessa influenser märks på olika håll på The Rasmus skivor. I början spelade de funkrock med tydliga elbastoner (Red Hot Chili Peppers) och på senare tid med albumet Dead Letters kan man höra influenser av Metallicas gitarrsolon. Bandets senaste album Black Roses är väldigt synth/electronica-inspiretat och har troligtvis influenser av Depeche Mode och Radiohead.

## Utrustning
Gitarr
När Ylönen komponerar musik och uppträder live använder han sig av en helsvart Yamaha FG-gitarr. Denna gitarr syns vanligen till då han framför låten "Liquid" vid The Rasmus konserter, vilken är helt uppbyggd av akustisk gitarr.

## Diskografi

### Solo
Studioalbum
- 2011 - New World

Singlar
- 2011 - "Heavy"
- 2011 - "In the City"
- 2011 - "What Are You Waiting For?"
- 2013 - "She's a Bomb"
- 2013 - "My House"
- 2015 - "A New Day"

Gästmedverkan
- 2002 - "All I Want" (med Killer, endast på en nyinspelad version från singeln "Fire")
- 2002 - "Chillin' at the Grotto" (med Siiri Nordin och Kwan)
- 2004 - "Bittersweet" (med Apocalyptica och Ville Valo)
- 2005 - "Life Burns!" (med Apocalyptica)

Som låtskrivare
- 2008 - Blackout Movie Score (Blackout Soundtrack)

Som producent
- 2001 - Sickeningly Pretty & Unpleasantly Vain (Killer)
- 2003 - Sure You Know How to Drive This Thing (Killer)

### Album med The Rasmus
- 1996 - Peep
- 1997 - Playboys
- 1998 - Hellofatester
- 2001 - Into
- 2003 - Dead Letters
- 2005 - Hide from the Sun
- 2008 - Black Roses
- 2012 - The Rasmus
- 2017 - Dark Matters

## Kuriosa
- Ylönen kalls ibland för "Lintu", vilket är finska för fågel. Detta smeknamn har han fått för att han ofta brukade bära svarta kråkfjädrar i håret. Kråkor kan även ses i flera av The Rasmus musikvideor.
- Han har två tatueringar, den ena är en bild på sångerskan Björk, som han är ett stort fan av, och den andra är texten "Dynasty".
- När Ylönen var yngre åkte han mycket skateboard och BMX. Två av hans tre BMX-cyklar hette "Sota" och "Rauha", vilket är finska för krig respektive fred.